# Bentham (バンド)
Bentham（ベンサム）は、日本の4人組ロックバンド。オゼキと須田が前身となるバンドを結成し活動をスタートするが、当時のベースとドラムが進学の為脱退。その後当時オゼキのバイト先である音楽スタジオの先輩である辻を誘い、スタジオのお客としてきていた鈴木をナンパする形でバンドへ誘い活動をスタートさせる。
バンドの名称は、イギリスの哲学者、ジェレミー・ベンサムに由来する。その理由は、このジェレミー・ベンサムの唱えている「不正解の中に正解がある」という言葉に感銘を受けたから。

## 来歴
2011年に東京都内で活動を開始した。2014年春にはロックバンド・KEYTALKのツアーのオープニングアクトを務め、同年10月8日にミニアルバム「Public EP」を発売する。
2015年、VIVA LA ROCKやCOUNTDOWN JAPANに出演し、翌年の2016年4月30日には代官山UNITで初となるワンマンライブを行った。
2017年4月12日にポニーキャニオンからメジャーデビューし、シングル「激しい雨 / ファンファーレ」を発売。収録された楽曲の一つ「NEW WORLD」は、『ゴースト RE:BIRTH 仮面ライダー スペクター』の主題歌となった。また、2018年7月12日にリリースされたシングル「White」は、テレビアニメ『潔癖男子!青山くん』の主題歌となった。

## メンバー
- オゼキ タツヤ（おぜき たつや）
  - ボーカル・ギター作詞、作曲を担当。川崎市出身。A型。ギターの須田とは学生時代からの同級生。小学四年生の時、THE BLUE HEARTSのNONONOを聴き音楽の道に進む事を決意したと話している。
- 須田 原生（すだ もとき）
  - ギター・コーラス・ キーボード担当　作詞作曲も手がける。川崎市出身。AB型。幼い頃からミュージシャンの親の影響で音楽を始めていた。東海大学建築学科出身。
- 辻 怜次（つじ れいじ）
  - ベース・コーラス担当。和歌山県出身。O型。ひとつ上の兄がギターを買うついでに父親にベースを買い与えられたのがきっかけでベースを始める。明治大学出身。サークルは青山学院大学。
- 鈴木 敬（すずき たかし）
  - ドラムス・コーラス担当　作詞作曲も手がける。東京都狛江市出身。O型。慶應義塾大学出身。

## 動画

### ライブ映像
| 公開日     | タイトル                                         |
| ---------- | ------------------------------------------------ |
| 2018/06/20 | LIVE IN TAIWAN - Spring Scream 2018 「激しい雨」 |
| 2019/04/04 | FATEMOTION【LIVE】「MYNE」初回盤DVD収録映像      |
| 2020/05/08 | 「夜な夜な」 Live at 東京キネマ倶楽部 2019.11.22 |

## タイアップ一覧
| 使用年 | 曲名                 | タイアップ                                                                                |
| ------ | -------------------- | ----------------------------------------------------------------------------------------- |
| 2014年 | パブリック           | 関西テレビ『ミュージャック』2014年10月度エンディングテーマ                                |
| 2017年 | 激しい雨             | テレビ東京系『JAPAN COUNTDOWN』2017年4月度オープニングテーマ                              |
| 2017年 | NEW WORLD            | オリジナルビデオ『ゴースト RE:BIRTH 仮面ライダー スペクター』主題歌                       |
| 2017年 | White                | テレビアニメ『潔癖男子!青山くん』オープニングテーマ                                       |
| 2017年 | 僕から君へ           | テレビアニメ『潔癖男子!青山くん』挿入歌                                                   |
| 2017年 | ファンファーレ       | タキロンシーアイ TV-CMソング                                                              |
| 2017年 | Sunny                | BS朝日『テイバン・タイムズ』2017年度10月度エンディングテーマ                              |
| 2018年 | 初恋ディストーション | TOKYO MX『ACTALK～シモキタクレイジーピーポー～』エンディングテーマ                        |
| 2018年 | FATEMOTION           | CBCテレビ連続ドラマ『こんなところに運命の人』主題歌                                       |
| 2018年 | FATEMOTION           | TBS系『王様のブランチ』2018年4月エンディングテーマ                                        |
| 2019年 | Hope the youth       | テレビ東京系特撮ドラマ『ウルトラマン ニュージェネレーションクロニクル』オープニングテーマ |
| 2019年 | memento              | 映画『お前ら全員めんどくさい!』主題歌                                                     |
| 2019年 | cymbidium            | 岩手めんこいテレビ『BEATNIKS』2019年3月度エンディングテーマ                               |
| 2019年 | トワイライト         | スマホアプリ『HIGH-SPEC』主題歌                                                           |

## ライブ

### 配信ライブ
| 開催日         | タイトル                                                       | 備考                   |
| -------------- | -------------------------------------------------------------- | ---------------------- |
| 2020年3月8日   | 無観客ライブ生配信                                             | ＠下北沢Flowers Loft   |
| 2020年6月28日  | 東京パノプティコン 2020 〜Social Di⚡︎tortion 新代田編〜        | ＠新代田FEVER          |
| 2020年7月9日   | 東京パノプティコン 2020 〜Social Di⚡︎tortion 新宿編〜          | ＠新宿LOFT             |
| 2020年8月21日  | 東京パノプティコン 2020 〜Social Di⚡️tortion 下北沢編〜        | ＠下北沢LIVE HAUS      |
| 2020年11月22日 | 東京パノプティコン 2020 ～Social Di⚡︎tortion 下北沢編 其ノ弐～ | ＠下北沢SHELTER        |
| 2020年12月27日 | 東京パノプティコン 2020 〜Social Di⚡︎tortion COUNTDOWN編〜     | ＠下北沢SHELTER        |
| 2021年4月24日  | DO NOT DISTURB                                                 | ＠TAGO STUDIO TAKASAKI |

### 国内大型フェス
- RADIO CRAZY 2016
- WILD BUNCH FEST2017
- MONSTER baSH 2018
- イナズマロックフェス 2018
- JOIN ALIVE 2018
- MERRY ROCK PARADE
- ROCK IN JAPAN FES. 2016、2017、2018、2019
- COUNTDOWN JAPAN FES. 15/16、16/17、17/18、18/19、19/20
- VIVA LA ROCK 2015、2017、2019

## 出演

### ラジオ
- FM80.0 Tokyo FM「RADIO DRAGON-NEXT-」(2015年4月・5月パーソナリティ)
- 無料デジタル放送「i-dio」内の音楽番組「MUSIC ARROWS」(2016年8月-2017年3月、毎週月曜日パーソナリティ)
- FM81.3 J-WAVE「THE KINGS PLACE」(2017年4月-2019年3月、毎週木曜日パーソナリティ)